# Sedlo Prievalec
Sedlo Prievalec – położona na wysokości około 1100 m przełęcz w Niżnych Tatrach na Słowacji. Znajduje się w zachodniej części Niżnych Tatr, w ich bocznym grzbiecie pomiędzy szczytami Senná kopa (1222 m) i bezimiennym wierzchołkiem w północnym grzbiecie szczytu Veľká hoľa (1640 m). Prowadzi przez nią droga łącząca miejscowości Partizánska Ľupča i Liptovská Osada. Północno-wschodnie stoki przełęczy opadają do Doliny Lupczańskiej (Ľupčianska dolina), zachodnie do doliny potoku Lúžňanka.